# Abad (La Coruña)
Abad (llamada oficialmente Santiago de Abade) es una parroquia del municipio de Moeche, en la provincia de La Coruña, Galicia, España.

## Entidades de población
Entidades de población que forman parte de la parroquia:
- Canosa
- Casanova
- Coto (O Coto)
- Finlle
- Gundiao
- Liboreiro (Leboreiro)
- Louridos-Carretera (Louridos)
- Mil de Abajo (Mil de Abaixo)
- Mil de Arriba
- Monte
- Peneiro
- Seijo (Seixo)
- Trieiro
- Valdije (Valdixe)
- Vilariño
- Juanfero (Xanfero)

## Despoblados
- Fontepécora
- Gangoabella (Gangoavella)

## Demografía
| Gráfica de evolución demográfica de Abad entre 2000 y 2018 |
|                                                            |
| Población de derecho según el padrón municipal del INE     |